# Esa clase de mujer
Esa clase de mujer (título original, That Kind of Woman) es una película dramática estadounidense de 1959 dirigida por Sidney Lumet, quien fue nominado al Oso de Oro en el 9º Festival Internacional de Cine de Berlín . Está protagonizada por Sophia Loren y Tab Hunter . El guion de Walter Bernstein, basado en un cuento de Robert Lowry ("Layover in El Paso"), recuerda mucho a la película de 1938 The Shopworn Angel.
El lanzamiento de Paramount Pictures se filmó en locaciones de la ciudad de Nueva York y Long Beach, Nueva York .

## Trama
La película está ambientada en la ciudad de Nueva York en junio de 1944, durante la Segunda Guerra Mundial . Kay es una mujer italiana sofisticada, la amante de un industrial millonario de Manhattan conocido simplemente como El Hombre, que la usa para ayudarlo a influir en sus contactos en el Pentágono . Mientras se dirigía en tren de Miami a la ciudad de Nueva York, ella y su amiga Jane conocen a un paracaidista estadounidense considerablemente más joven llamado Red y su sargento George Kelly, y Kay y Red entablan una relación romántica. Finalmente, la mujer se encuentra dividida entre su vida de lujo en un apartamento de Sutton Place y la perspectiva del amor verdadero con el soldado .

## Reparto principal
- Sophia Loren como Kay
- Tab Hunter como Red
- George Sanders como The Man, A.L
- Jack Warden como George Kelly
- Barbara Nichols como Jane
- Keenan Wynn como Harry Corwin